# Порт Локрой
Порт-Локрой — это естественная гавань на северо-западном берегу острова Винке в архипелаге Палмера перед Антарктическим полуостровом. На антарктической базе находится самое южное почтовое отделение в мире.

## История
Бухта была обнаружена в 1904 году и названа в честь французского политика и вице-президента Палаты депутатов Эдуара Локруа, который помогал Жан-Батисту Шарко в получении государственного финансирования для его французской антарктической экспедиции. Гавань использовалась для китобойного промысла между 1911 и 1931 годами. Во время Второй мировой войны британская военная операция «Табарин» основала станцию Локрой Порт на крошечном острове Гудье в бухте, которая продолжала действовать в качестве британской исследовательской станции до 16 января 1962 года.
В 1996 году база в Порт-Локрой была отремонтирована и в настоящее время является музеем и почтовым отделением, управляемым Фондом антарктического наследия Соединённого Королевства.
Это одно из самых популярных туристических направлений для пассажиров круизных лайнеров в Антарктике. Поступления от небольшого сувенирного магазина финансируют содержание этого места и других исторических мест и памятников в Антарктиде.
Фонд собирает данные для Британской антарктической службы для наблюдения за влиянием туризма на пингвинов. Половина острова открыта для туристов, а другая половина предназначена для пингвинов. Штат из четырёх человек обычно обрабатывает 70 000 почтовых отправлений, отправленных 18 000 посетителей, которые прибывают в течение пятимесячного антарктического круизного сезона. Посетителям также предлагается сувенирный штамп в паспорт.

### Историческое место
Историческое значение этого места связано как с созданием здесь в 1944 году базы (операция «Табарин»), так и с проведённой там научной работой, включая первые измерения ионосферы и первую запись атмосферного свиста из Антарктиды. Это был также ключевой объект мониторинга в течение Международного геофизического года (1957).
Этот участок был обозначен как исторический памятник или монумент (HSM-61) по предложению Соединённого Королевства на Консультативном совещании по Договору об Антарктике.

## Геология
Основа острова Гудье и мыса Джугла — мезозойский гранит с мафическими дамбами и ксенолитами. Параллельные гравийные полосы на мысе Джугла являются результатом постледникового (изостатического) поднятия области после того, как намного большая плейстоценовая ледяная шапка растаяла и давление сбросилось.